# Kuba

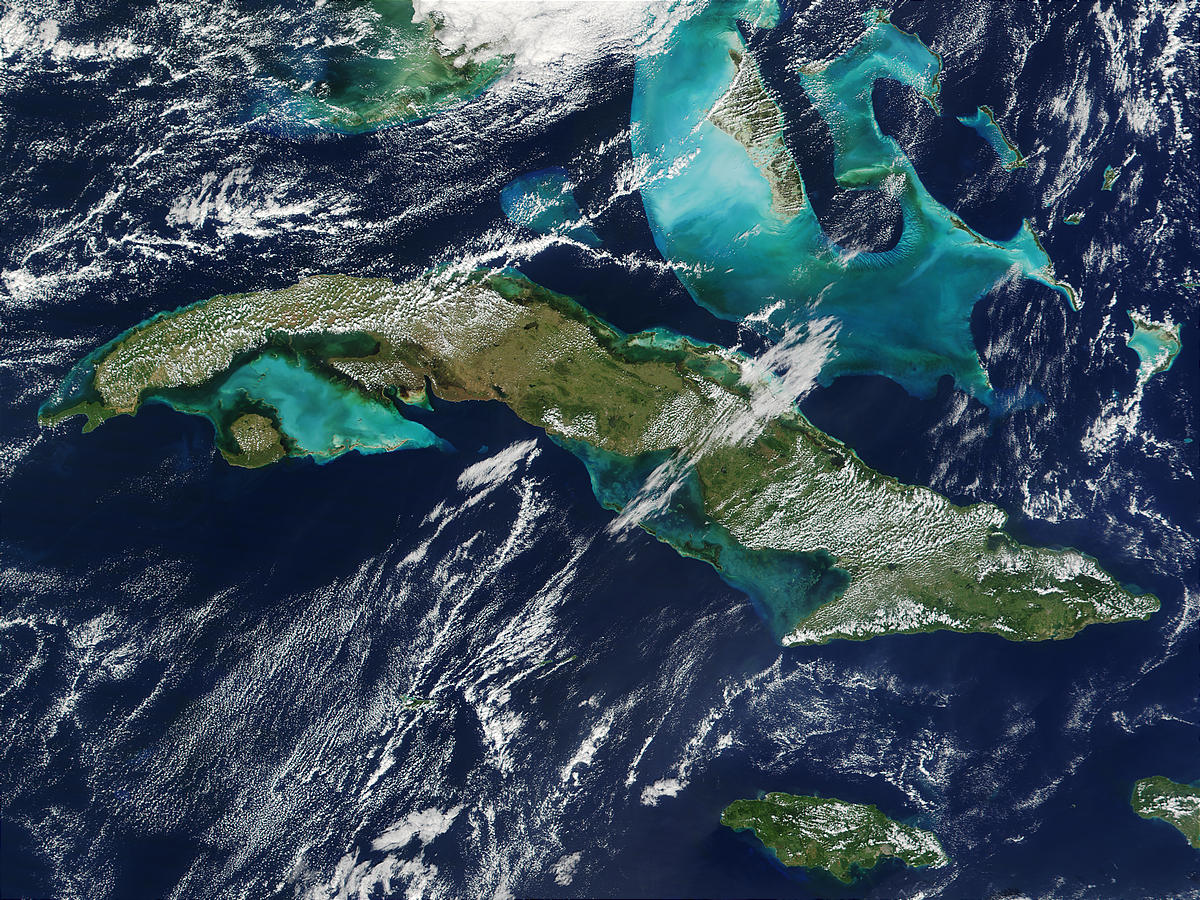
Widok na mapie satelitarnej

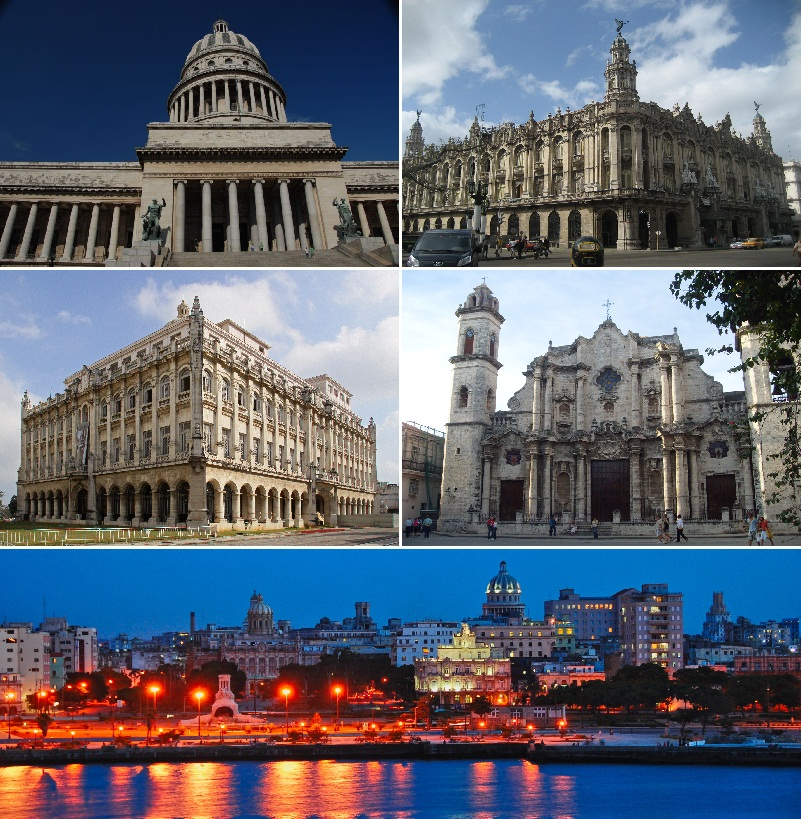
Stolica Kuby – Hawana

Kuba (hiszp. Cuba), Republika Kuby (República de Cuba) – państwo wyspiarskie w Ameryce Północnej, położone w archipelagu Wielkich Antyli, na wyspie Kuba oraz szeregu otaczających ją mniejszych wysepek. Największe pod względem powierzchni państwo na Karaibach (110 860 km²), zamieszkane przez 11 032 343 osoby (2021). Stolicą i największym miastem jest Hawana.
Kuba jest unitarną republiką socjalistyczną. Językiem urzędowym jest hiszpański. W XVI wieku skolonizowana została przez Hiszpanów. Pozostawała hiszpańską kolonią do 1898 roku, a niepodległość uzyskała w 1902 roku, po czteroletniej okupacji przez Stany Zjednoczone. W 1959 roku w wyniku rewolucji kubańskiej władzę objął Fidel Castro, a państwo wkroczyło na drogę socjalizmu. Nastąpiły jednoczesne zbliżenie w stosunkach ze Związkiem Radzieckim oraz zaognienie relacji ze Stanami Zjednoczonymi, które w 1961 roku nałożyły na Kubę embargo, pozostające w mocy do dziś. Po upadku Związku Radzieckiego w 1991 roku sytuacja gospodarcza uległa pogorszeniu. Od tego czasu podjęte zostały umiarkowane reformy wolnorynkowe, wzmożone po odstąpieniu Castro od władzy w 2008 roku.

## Geografia
- Długość granic: 0 (nie graniczy z żadnym państwem, Baza Guantanamo jest wydzierżawiona USA);
- Długość wybrzeża: 3736 km;
- Najniższy punkt: 0 m n.p.m. (Morze Karaibskie);
- Najwyższy punkt: Pico Turquino (1974 m n.p.m.).

Kuba to największa z wysp karaibskich, a na liście największych wysp świata zajmuje 17. miejsce.
Otoczona jest 1600 wysepkami, skałami i rafami (największa wyspa Isla de la Juventud, do 1978 r. nazywająca się Pinos – 3056 km²). Otaczające Kubę głębiny morskie sięgają 7000 m. Od Florydy oddziela ją Cieśnina Florydzka, od Meksyku – Cieśnina Jukatańska, od San Domingo – Cieśnina Zawietrzna.
Brzegi dobrze rozwinięte obfitują w liczne zatoki. Okoliczne wyspy tworzą archipelagi takie jak: Jardines de la Reina, Los Canarreos, Los Colorados, Sabana-Camagüey.
Większość wyspy zajmuje nizina. W południowo-zachodniej części wznoszą się wapienne góry Sierra de los Organos. Wzdłuż południowych wybrzeży ciągnie się łańcuch gór Sierra Maestra z najwyższym szczytem Kuby – Pico Turquino (1974 m). Klimat podrównikowy, z przeciętną sumą opadów 1000–1500 mm. Pora deszczowa występuje między majem a październikiem. Średnie temperatury wynoszą w styczniu 20–24 °C, w gorącym sierpniu 25–28 °C. Jesienią dość często występują huragany.
Główne miasta: Hawana, Santiago de Cuba, Guantánamo, Bayamo, Santa Clara, Cienfuegos, Holguín, Camagüey, Pinar del Río, Matanzas, Las Tunas, Trinidad.
Na największej wyspie, Kubie, płynie ponad 200 rzek, jednak ich łączna długość nie przekracza 2500 km. Od czasu masowych wyrębów lasów przez Hiszpanów i wprowadzenia na równinach monokultur rolniczych, ilość wody w rzekach gwałtownie zmalała. Największa rzeka Kuby, Rio Cauto, która była żeglowna jeszcze przez dziesiątki lat po osiedleniu się tu Europejczyków, jest dzisiaj płytka i ledwie co płynie.

## Historia
Prekolumbijskimi mieszkańcami wyspy byli Karaibowie, Tainowie i Sibonejowie. Dla Europy odkrył ją w 1492 Krzysztof Kolumb. W latach 1511–1514 została opanowana przez Hiszpanię. Stała się bazą dla hiszpańskiej konkwisty w tak zwanym Nowym Świecie. Wprowadzony przez kolonialne władze system encomienda przyniósł zagładę ludności indiańskiej. W pierwszej połowie XVI wieku rozpoczęto sprowadzanie na wyspy niewolników czarnoskórych
którzy wykorzystywani byli na uprawach plantacyjnych. Od 1797 ważny punkt handlu niewolnikami. W pierwszej połowie XIX wieku Kuba była głównym producentem cukru w regionie, jednym z najbardziej rozwiniętych miejsc w Ameryce Łacińskiej, a także jedną z ostatnich kolonii hiszpańskich. Od końca XVIII wieku utrzymywała bliskie relacje handlowe ze Stanami Zjednoczonymi i w XIX wieku stała się obiektem ekspansjonizmu tego mocarstwa.
W pierwszej połowie XIX wieku na Kubie zaczęły się kształtować ugrupowania: reformistów (rzecznicy reform i rządów hiszpańskich), aneksjonistów (zwolenników włączenia Kuby do USA) i independentów (niepodległościowcy). W drugiej połowie XIX wieku obóz niepodległościowy zyskał szerokie poparcie a jego członkowie byli jednocześnie zwolennikami zniesienia niewolnictwa i wprowadzenia demokracji. W 1868 roku wybuchło antykolonialne powstanie, które przerodziło się w trwającą dziesięć lat wojnę. Proklamowany przez rebeliantów rząd proklamował zniesienie niewolnictwa, a w 1869 roku ogłosił niepodległość wyspy jako republiki. Powstanie w kolejnych latach zostało stłamszone, niemniej jednak Hiszpania poszła na ustępstwa i przyznała Kubańczykom miejsce w hiszpańskim parlamencie. W 1880 roku rząd metropolii zniósł niewolnictwo na wyspie. W 1895 miało miejsce kolejne nieudane powstanie. W 1898 roku Stany Zjednoczone wywołały wojnę z Hiszpanią i zbrojnie przejęły kontrolę nad Kubą. Wojska amerykańskie okupowały kraj do 1902 roku i wymusiły na rządzie tego państwa przyjęcie w konstytucji tzw. poprawki Platta. Poprawka zapewniła Amerykanom prawo do ingerencji w wewnętrzne sprawy Kuby i założenia bazy morskiej w Guantánamo.
W 1906 roku doszło do drugiej interwencji wojsk amerykańskich, zakończonej dwuipółletnią okupacją. Po wycofaniu się zagranicznych wojsk władza w kraju spoczywała w rękach szeregu dyktatorów. W trakcie I wojny światowej rząd Kuby wziął udział w walkach po stronie państw Ententy. W latach 1925–1933 rządził generał Gerardo Machado. Machado został obalony podczas tzw. rewolty sierżantów a rzeczywistą władzę w kraju przejął jej lider, Fulgencio Batista. W 1934 roku Kuba zawarła z USA układ anulujący poprawkę Platta. W 1940 roku, kierujący dotąd państwem zza kulis (jako szef sztabu) Batista, został wybrany na prezydenta (do 1944). W grudniu 1941 roku Kuba przystąpiła do II wojny światowej po stronie aliantów – jej niewielka marynarka wojenna brała udział w działaniach eskortowych i patrolowych na Karaibach. Zaostrzenie wewnętrznego konfliktu politycznego w czasie zimnej wojny i kryzys gospodarczy skłoniły Batistę do przeprowadzenia w 1952 roku zamachu stanu. Dyktator zalegalizował władzę w zbojkotowanych przez opozycjonistów wyborach z 1954. Rządy dyktatora obaliła rewolucja kubańska, w wyniku której władzę w 1959 objęła zbrojna opozycja zgrupowana w Ruchu 26 Lipca i Armii Powstańczej.
W 1959 roku premierem Kuby został przywódca rewolucji Fidel Castro a prezydentem Osvaldo Dorticós Torrado (do 1976). Rozwiązaniu uległy kongres, partie i organizacje społeczne. W 1960 roku powołano Komitety Obrony Rewolucji. Rząd zapoczątkował nacjonalizację gospodarki, zwłaszcza własności zagranicznej i realizację reformy rolnej. W proteście przeciwko takim działaniom rząd USA wprowadził w 1960 embargo handlowe (utrzymywane do dziś) a rok później zerwał stosunki dyplomatyczne z wyspą. Po takich działaniach USA rewolucjoniści zbliżyli się do Związku Radzieckiego. W wyniku rewolucji doszło do emigracji, którą szacuje się na około dwa miliony osób. Większość emigrantów udała się do Stanów Zjednoczonych. W kwietniu 1961 roku emigranci zorganizowani przez Central Intelligence Agency dokonali nieudanej inwazji w Zatoce Świń. Castro w następstwie inwazji (licząc na radzieckie wsparcie) proklamował „socjalistyczny” charakter rewolucji. W tym samym roku połączono organizacje rewolucyjne i wprowadzono system jednopartyjny (od 1965 roku rządzi ugrupowanie o nazwie Komunistyczna Partia Kuby). Rozmieszczenie na wyspie radzieckich rakiet doprowadziło w 1962 roku do kryzysu kubańskiego.
W 1976 roku dokonano tzw. instytucjonalizacji rewolucji: odbyły się pierwsze porewolucyjne wybory do parlamentu i uchwalono nową konstytucję. Rząd Kuby w latach zimnej wojny prowadził politykę zagraniczną, angażując się w sprawy państw takich jak Nikaragua, Grenada, Angola i Etiopia. Na początku lat 90. miejsce miał kryzys gospodarczy związany głównie z ograniczeniem importu ropy naftowej z byłego ZSRR. Przyczynił się on do zmniejszenia produkcji rolniczej i przemysłowej. W 2003 roku miejsce miały zorganizowane aresztowania opozycjonistów. W roku 2006 Boliwia, Wenezuela i Kuba utworzyły sojusz przeciw kapitalizmowi i imperializmowi, który nazwano „osią dobra przeciw osi zła”.
W sierpniu tego samego roku Fidel Castro przekazał władzę swojemu młodszemu bratu, Raúlowi Castro. Raúl w 2008 roku stanął na czele Rady Państwa, a w 2011 objął ster w partii. Jego rządy związane są z umiarkowaną liberalizacją gospodarczą i systemową. Fidel Castro zmarł 25 listopada 2016 roku.
W 2021 r. władze kubańskie rozpoczęły reformę walutową w celu wyeliminowania istniejącego od połowy lat 1990. równoległego obiegu dwóch oficjalnych walut (peso i peso wymienialnego) oraz zapowiedziały reformy gospodarcze, które mają na celu zapobieżenie skutkom rozszerzenia embarga amerykańskiego oraz pobudzenie inwestycji na wyspie. 10 lutego 2021 Ministerstwo Pracy i Polityki Społecznej opublikowało listę branż niedostępnych dla Kubańczyków zainteresowanych samozatrudnieniem. Dotychczas obywatele mogli prowadzić jednoosobowe działalności gospodarcze w 127 branżach wymienionych w Narodowym Klasyfikatorze Aktywności Ekonomicznych, natomiast zapowiedziana zmiana rozszerzyła tę listę do 2100. Obecnie jedynie 124 branże są zarezerwowane dla aktywności spółdzielczej oraz państwowej.

## Demografia
Wyspa jest w większości zamieszkiwana przez Kubańczyków. W 2012 roku biali stanowili 64,1% mieszkańców, Metysi 26,6%, a czarnoskórzy 9,3%.

### Religia
Struktura religijna w 2015 roku:
- chrześcijaństwo – 57%
  - katolicy – 50,6%

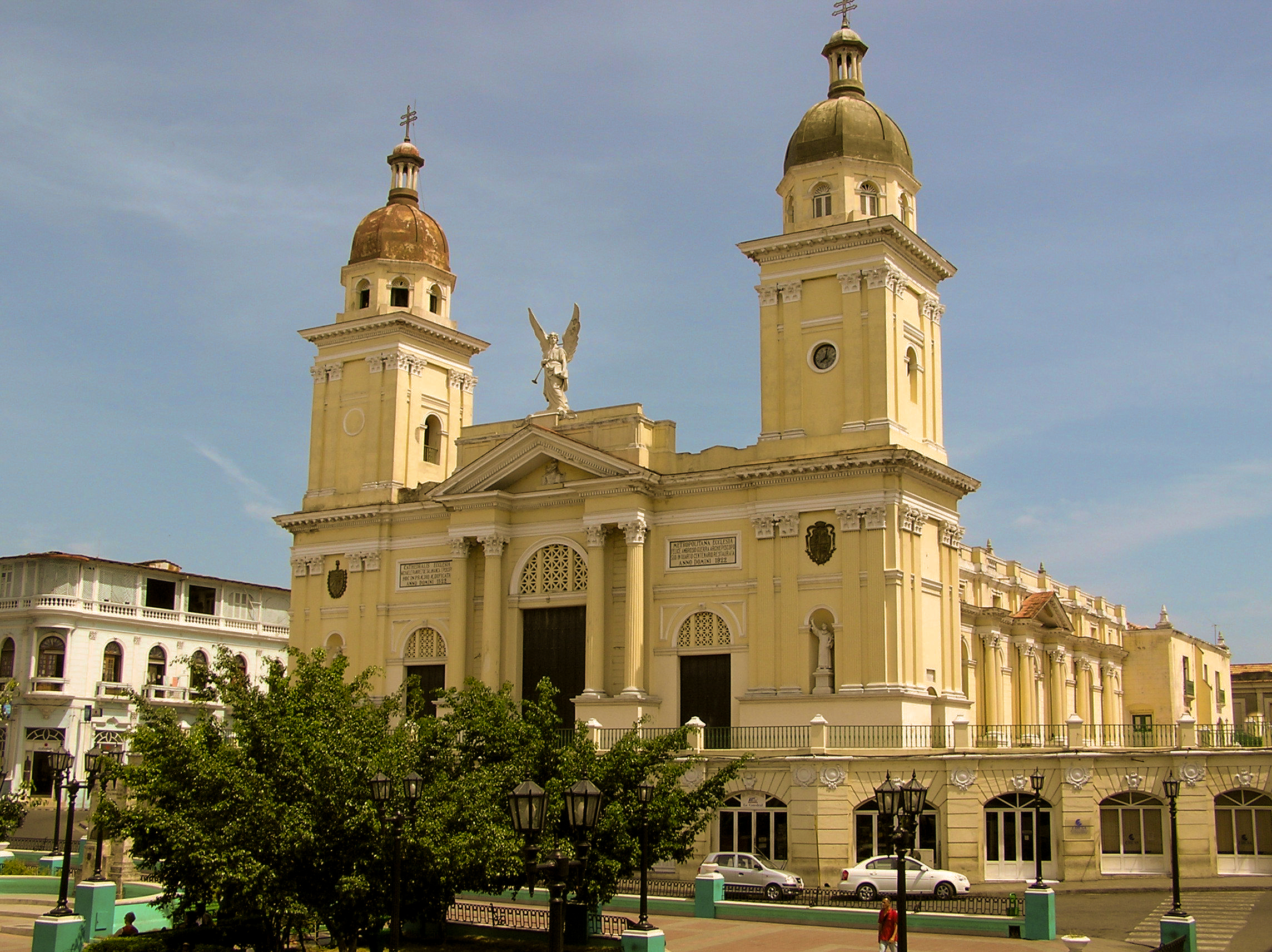
Katedra Wniebowzięcia Najświętszej Maryi Panny w Santiago de Cuba

  - protestanci – 6% (głównie: zielonoświątkowcy i baptyści)
  - prawosławni – 0,4%
- brak religii – 21,6%
- afrochrześcijaństwo – 17,2%
- nowe religie – 1,6%
- inne religie – 2,6% (w tym Świadkowie Jehowy).

Silnie widoczny jest synkretyzm religijny. Według niektórych szacunków nawet 80% społeczeństwa (głównie katolików) praktykuje obrzędy kultu Santeria.

## Ustrój polityczny

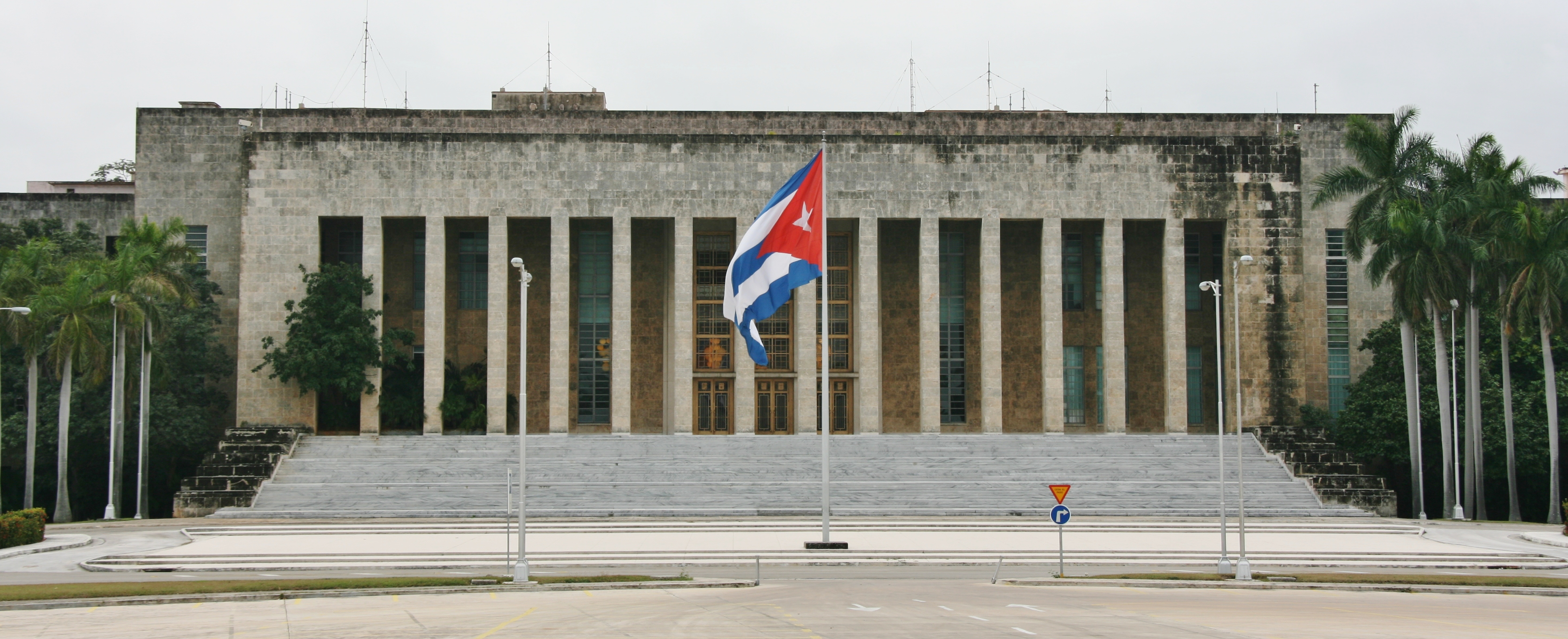
Pałac Rewolucji – siedziba kubańskiego rządu (2010)

Kuba jest klasyfikowana jako republika socjalistyczna. Kierowniczą rolę w państwie sprawuje partia komunistyczna. Władza ustawodawcza należy do jednoizbowego parlamentu, Zgromadzenia Narodowego Władzy Ludowej. To liczące 609 osób zgromadzenie, wybierane jest raz na pięć lat w wyborach powszechnych. Organ kierownictwa państwowego stanowi 31-osobowa Rada Państwa, wybierana przez parlament spośród jego członków. Przewodniczący Rady Państwa jest głową państwa i szefem rządu. Władza wykonawcza należy do rządu (powoływanego przez parlament na wniosek przewodniczącego Rady Państwa). Obecnie obowiązuje konstytucja z 2019.
Na wyspie obowiązuje system jednopartyjny, w którym funkcjonuje Komunistyczna Partia Kuby (istniejąca od 1925 roku). Na emigracji działają ugrupowania dysydenckie.

## Podział administracyjny
Kuba jest podzielona na piętnaście prowincji i jeden specjalny okręg administracyjny.

## Gospodarka

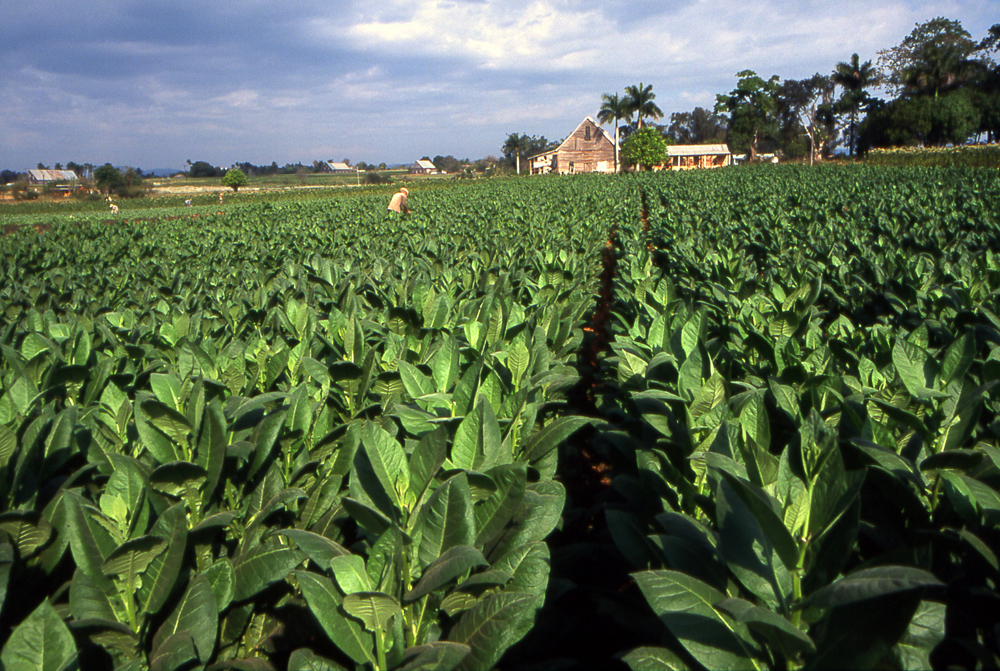
Plantacja tytoniu w Pinar del Río

Dochód narodowy na jednego mieszkańca wyniósł w 2004 roku 3 tysiące dolarów amerykańskich. Inflacja utrzymuje się na poziomie 3,1%. Pod względem struktury zatrudnienia dominuje sektor usług (51%) kolejne są przemysł (25%) i rolnictwo (24%). Dobrze rozwinięty przemysł hutniczy, elektrotechniczny, metalowy i chemiczny. Najważniejszymi partnerami handlowymi są Holandia, Rosja, Niemcy i Chiny.
Kuba jest jednym z największych na świecie eksporterów cygar, są one czwartym towarem eksportowym tego państwa.

## Nauka

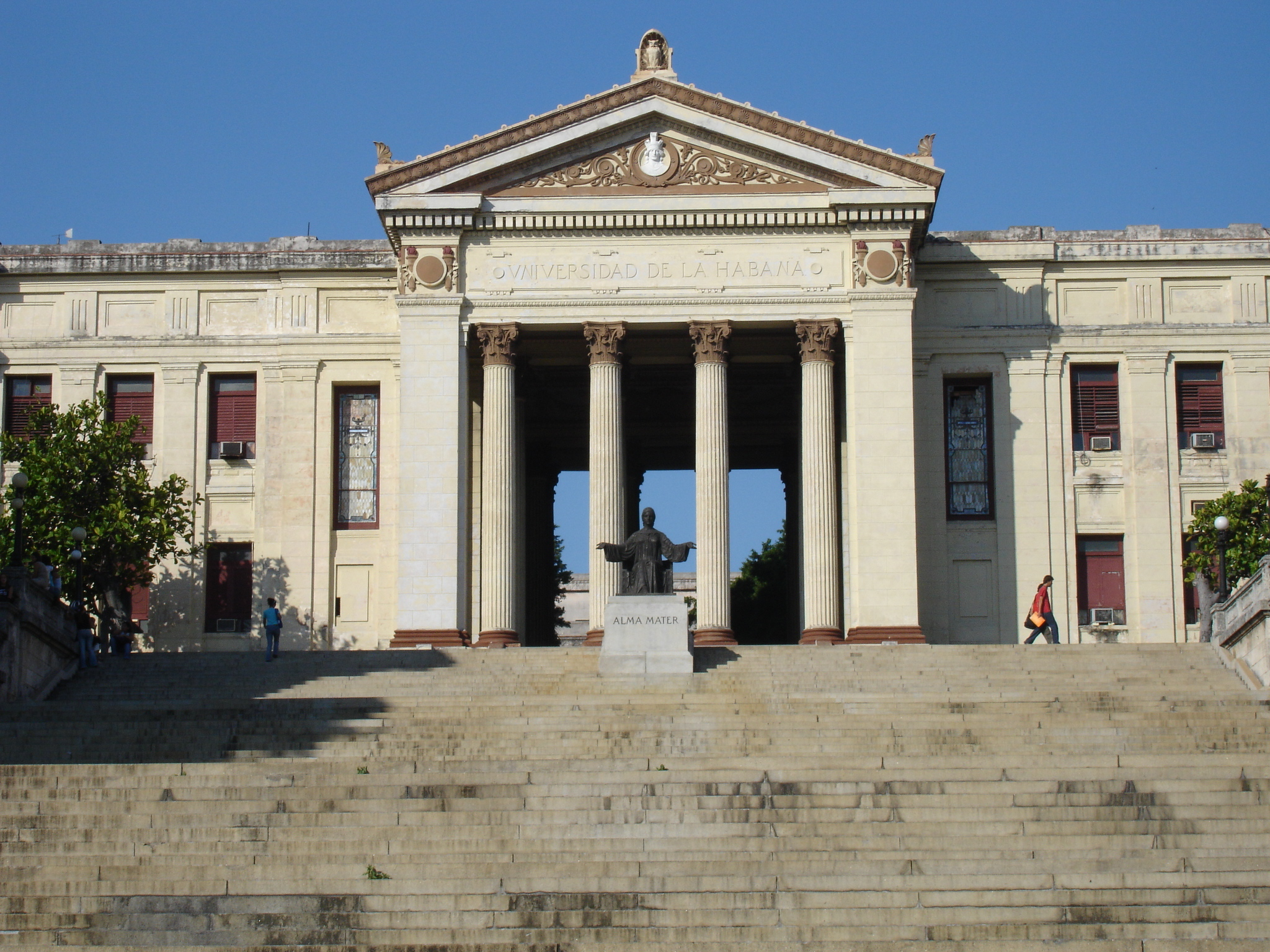
Uniwersytet w Hawanie w 2006 roku

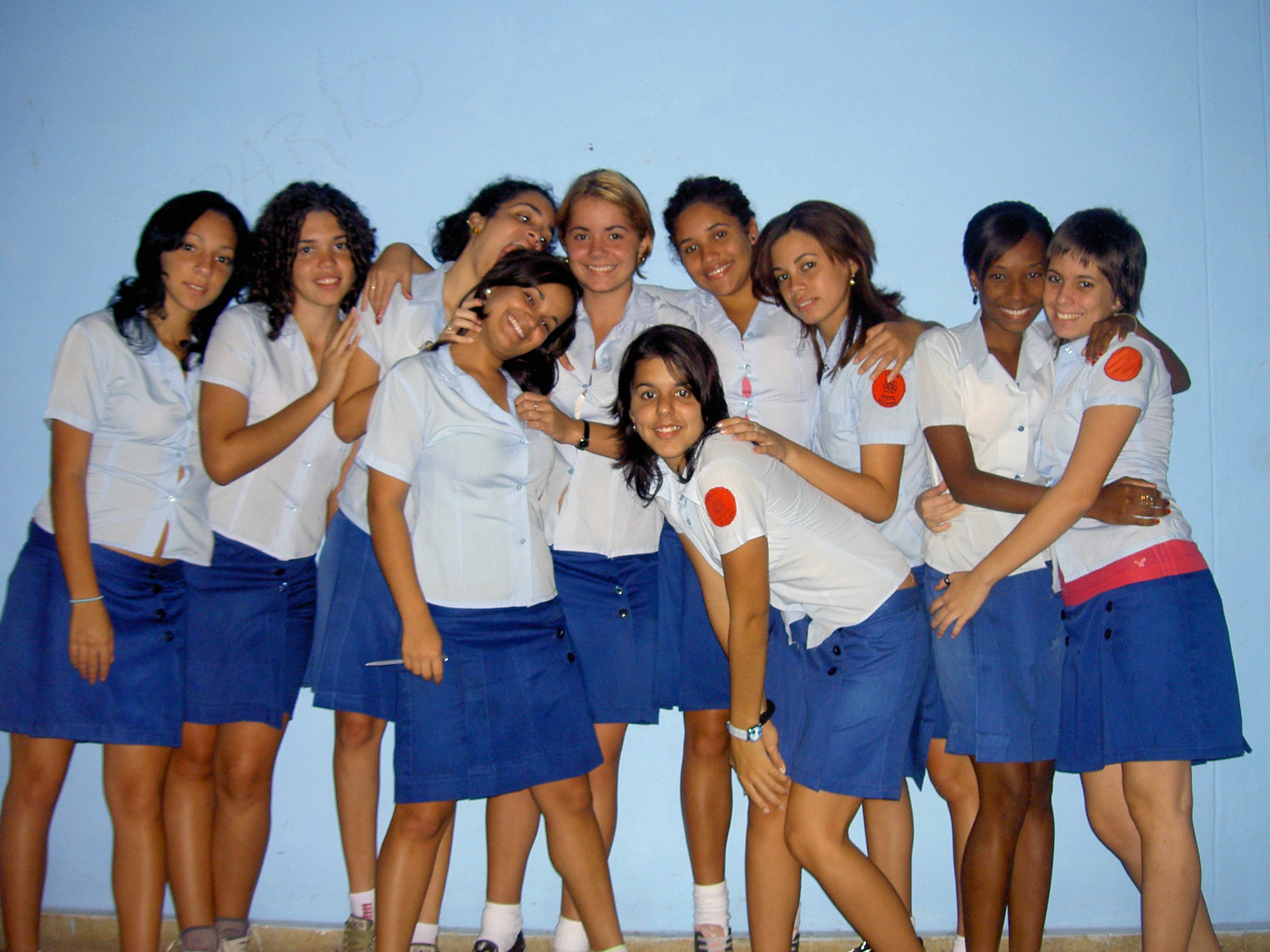
Kubańskie uczennice ze szkoły Escuela Lenin

Najważniejszą instytucją naukową jest założona w 1962 roku Kubańska Akademia Nauk w Hawanie. Stanowi ona instytucję państwową do kierowania nauką i badaniami naukowymi oraz korporację uczonych. Oprócz niej działają Kubańska Akademia Języka związana z Hiszpańską Akademią Królewską oraz Akademia Nauk Medycznych, Fizyki i Przyrody (jedno z najstarszych towarzystw naukowych w regionie). Na Kubie działa pięć uniwersytetów (w Hawanie, Santiago de Cuba, Santa Clara, Pinar del Río i Camagüey).

## Prawa człowieka
Prawa człowieka były powszechnie łamane za czasów dyktatury Batisty. Są one również łamane od czasu przejęcia władzy przez Castro. Dokumentowaniem morderstw politycznych oraz innych przypadków łamania praw człowieka zajmują się organizacje pozarządowe – Cuba Archive oraz Amnesty International. Kubański kodeks karny (art. 91) przewiduje kary więzienia do 20 lat za czyny, które „zagrażają integralności państwa”. Wprowadzona w 1999 roku ustawa 88 przewiduje z kolei kary więzienia za „stwarzanie zagrożenia dla socjalistycznego państwa”.

## Siły zbrojne
Łączna liczba wojskowych wyniosła w 2015 roku około 90 tysięcy osób. Obowiązuje zasadnicza służba wojskowa. Oprócz regularnej armii istnieją siły paramilitarne. Rewolucyjna Marynarka Wojenna pełni zadania obrony wybrzeża, lecz od lat 90. XX wieku znajduje się w stanie kryzysu, ma niewiele sprawnych okrętów i liczy około 2800 personelu (2015). W południowo-wschodniej części wyspy, nad zatoką Guantánamo znajduje się baza wojsk Stanów Zjednoczonych Naval Station Guantanamo Bay – stacjonuje w niej 2,3 tysiąca żołnierzy amerykańskich.